# ハムザ・ニヤージー
ハムザ・ハキムザデ・ニヤージー (ラテン文字: Hamza Hakimzade Niyazi、ウズベク語: Hamza Hakimzoda Niyoziy / Ҳамза Ҳакимзода Ниёзий、ロシア語: Хамза Хакимзаде Ниязи、1889年3月6日、コーカンド - 1929年3月18日、シャヒマルダン) は、ウズベキスタンの詩人、作家、作曲家、劇作家、政治活動家である。ニヤージーはガフール・グラムとともに、ウズベキスタン現代文学の伝統を発展させた人物の一人と見られている。彼は1926年2月27日にウズベク・ソビエト社会主義共和国 (ウズベクSSR) より国を代表する作家として表彰を受けた。ハムザ・ニヤージーは彼の反宗教活動に対し反感を持ったイスラム原理主義者により石打ち刑に処されてシャヒマルダンで亡くなった。

## 生涯
ニヤージーは1889年3月6日にコーカンドで療法士の両親のもとに生まれた。彼の父イブン・ヤーミン・ニヤーズ・ウーグリー (Ibn Yamin Niyoz oʻgʻli、1840—1922) はウズベク語とペルシア語の話者であり、それらの言語で書かれた文学にも精通していた。彼の母ジャハーンビービー・ラビバーイー・キージー (Jahonbibi Rabiboy qizi、1858—1903) もまた療法士であった。ハムザ・ニヤージーはマクタブ (イスラム教神学校の初等教育科) で教育を受けた後、1889年から1906年までマドラサで教育を受けた。貧しい家庭の子供のためのフリースクールを設立するため、ニヤージーは教育者の範囲内で学校設立プロジェクトに打ち込んだ。彼自身はYengil adabiyot (やさしい文学), Oʻqish kitobi (読本)、Qiroat kitobi (抑揚をつけた読書)といった子供向けの読み書き入門書を執筆した。彼の初期の著作には社会民主主義への強い傾倒と社会正義への鋭い批判を見ることができる。
ニヤージーはウズベク語に加えて、アラビア語、ペルシア語、ロシア語、テュルク諸語など複数の言語を操った。
ニヤージーは1917年の十月革命を熱心に支援した。彼は1920年に全ロシア共産党 (ボリシェヴィキ、1952年後はソビエト連邦共産党となった) に入党し、赤軍兵士の娯楽として劇場部隊を組織した。
作家としての作品は女性の権利、社会的不平等、迷信の流行など社会問題を扱ったものが多い。
熱心な革命支援者であったため、ニヤージーは反宗教活動に対する反感を持ったイスラム原理主義者によって石打ち刑に処されてシャヒマルダンで亡くなった。

## 作品

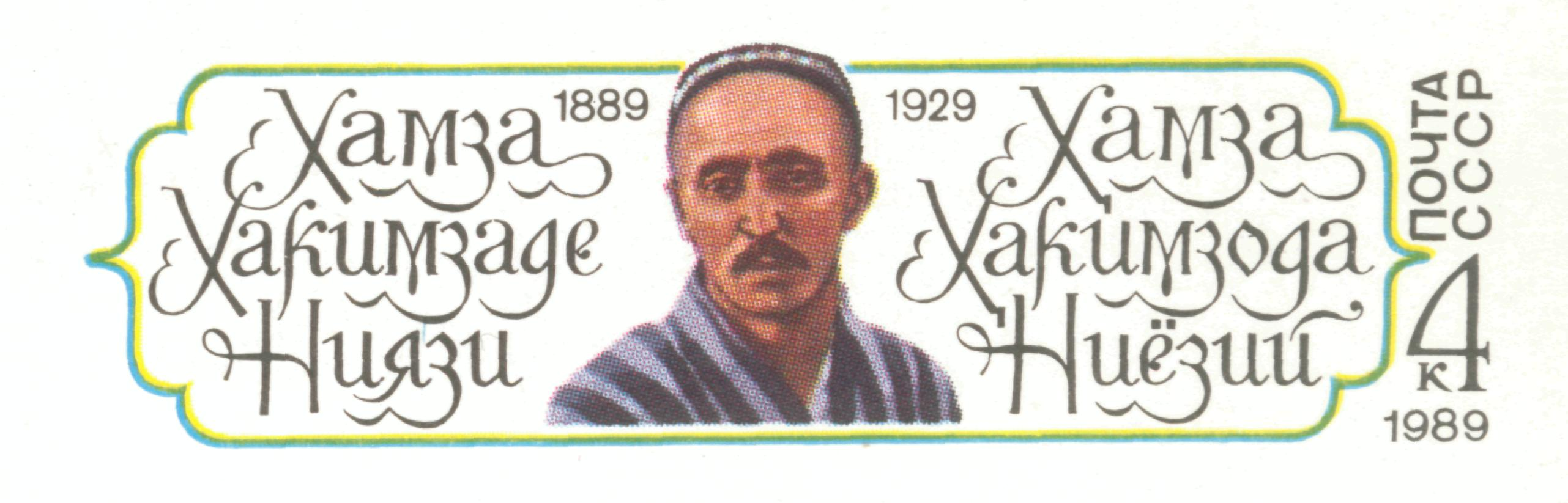
1989年にハムザ・ニヤージー生誕100周年を祝って発行されたソビエト連邦時代の切手

ニヤージーの最初の詩集である「Devoni Nihoniy」は1904年に出版され、ニヤージーが1903年から1904年にかけて書いた197の詩が収録されている。
ニヤージーの作品である「Niyoziys」はロシア革命を称賛する内容であり、ウズベキスタンの社会正義や解放闘争と直接結びついていた。詩や劇脚本、その他のニヤージーの作品の多くは革命による混乱期に書かれたものであり、ウズベク人の階級意識に対するニヤージーの見解を表している。ニヤージーの小説は一般に教訓的内容が多く、背景にあって社会・個人双方の発展に有害であると考察したウズベク人社会の側面をさらけ出し非難することに主眼を置いていた。

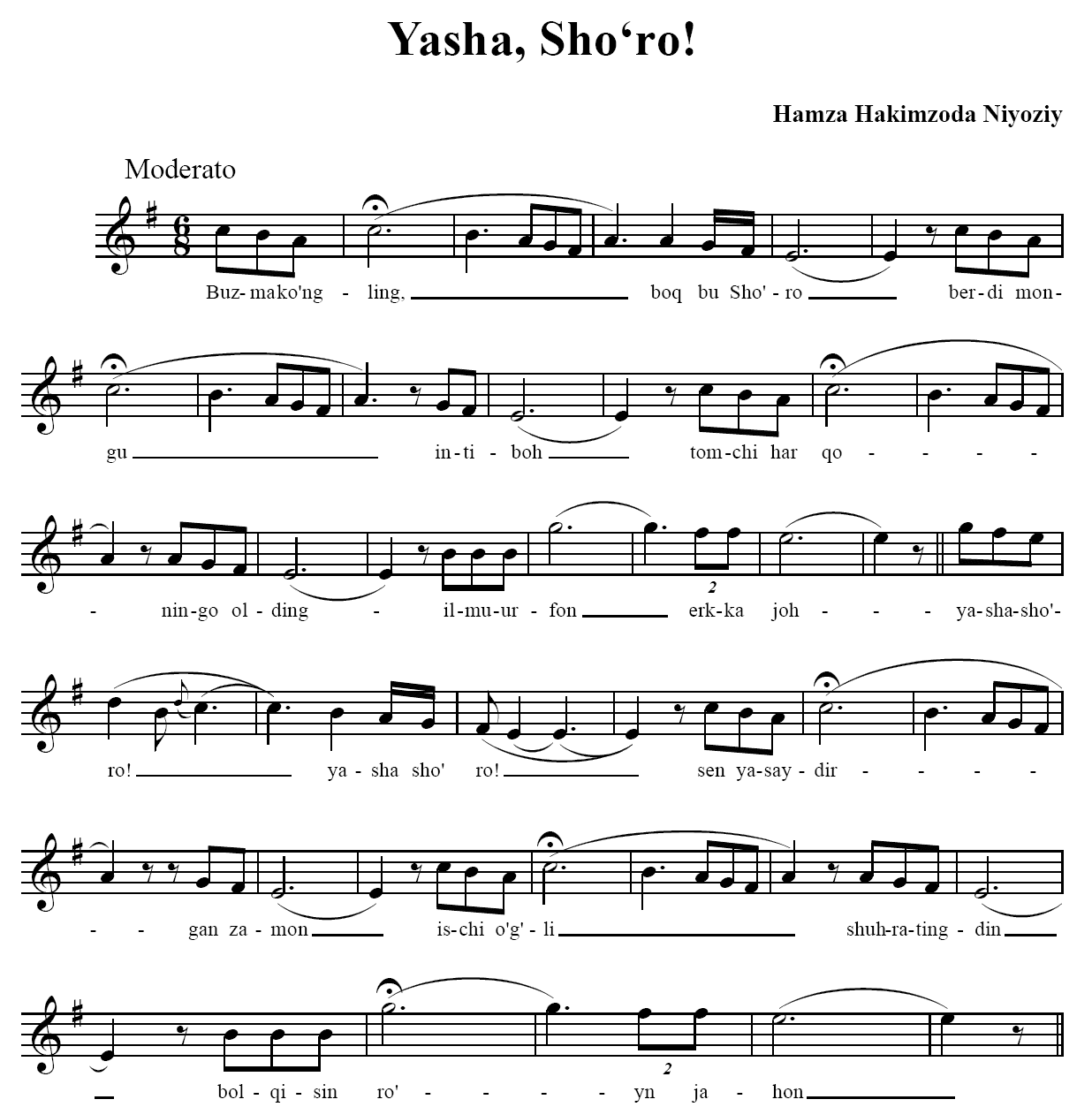
Yasha, Shoʻro! (ソビエトに栄光あれ！)、ニヤージーが作詞作曲を行ったウズベキスタンのフォークソング

初の小説となった「Saodat yangi」において、ニヤージーは教育のもたらす利益を称賛している。この本は作者の信念を示すために書かれたものであり、自分の可能性を最大限生かし、彼自身の生活だけでなく、彼の周りの人々の生活も向上させるためにも役立つといったように現代的な教育の効能を示し「すべての迷信は意味のないものであり、道徳や目標にとって有害である」という言葉で締めくくられている。ニヤージーは、結婚し二人の子供を持つ教育をほとんど受けられなかった若者の物語を描いている。この物語では、若者が酒に溺れてギャンブルにのめり込むことで、次第に家族が離れていくという流れになっており、彼の妻は彼女の息子の世話をし、父と別れて育った息子は父親とは対照的に教育課程を無事修了する。息子はその後非常に貧しくなった父親を発見し、再び家族として共に暮らす。
「Hayot zaharli」において、ニヤージーは裕福な家庭出身の18歳の男と職人の家庭に生まれ育った17歳の女が恋に落ちる物語を描いており、物語において彼らは社会構造や階級について頑なな考えを持っていた男性の両親の融通の効かない態度により引き裂かれることとなる。愛しあう二人はついには自殺に及び、彼らは封建的な階級制度の犠牲者となる。
ニヤージーは1917年から1922年にかけて「長官と奴隷」も出版している。この小説では西トルキスタンにおける革命による激変と見合い結婚制度を第一に扱っており、物語の若いヒロインは自分の愛していない男性と結婚することを強要されたのちに自殺に及ぶ。
ニヤージーの晩年の著作の一つに、ウズベク人女性が直面する問題を描いた「Paranji sirlari」 (ベールの秘密、1922年) がある。
政治思想をはっきりと打ち出した小説の他に、ニヤージーは民族音楽の歌集でも知られている。ニヤージーは約40曲を収録した自身の歌集を出版している。この歌集に収録されている歌はほとんどがウズベキスタン由来のものであるが、メロディーにカシュガルやタタールの民族音楽を使用した歌も収録されている。ニヤージー自身は様々なウズベキスタンの伝統楽器の演奏者であり、特にドゥタールやタンブールに秀でていた。
ニヤージーはさらに二つの喜劇の脚本も行なっている。「Tuhmatchilar jazosi」 (悪口を言う者の末路、1918年) と「Burungi qozilar yoki Maysaraning ishi」 (昔の裁判、Maysaraの場合、1926年)である。

## 遺産

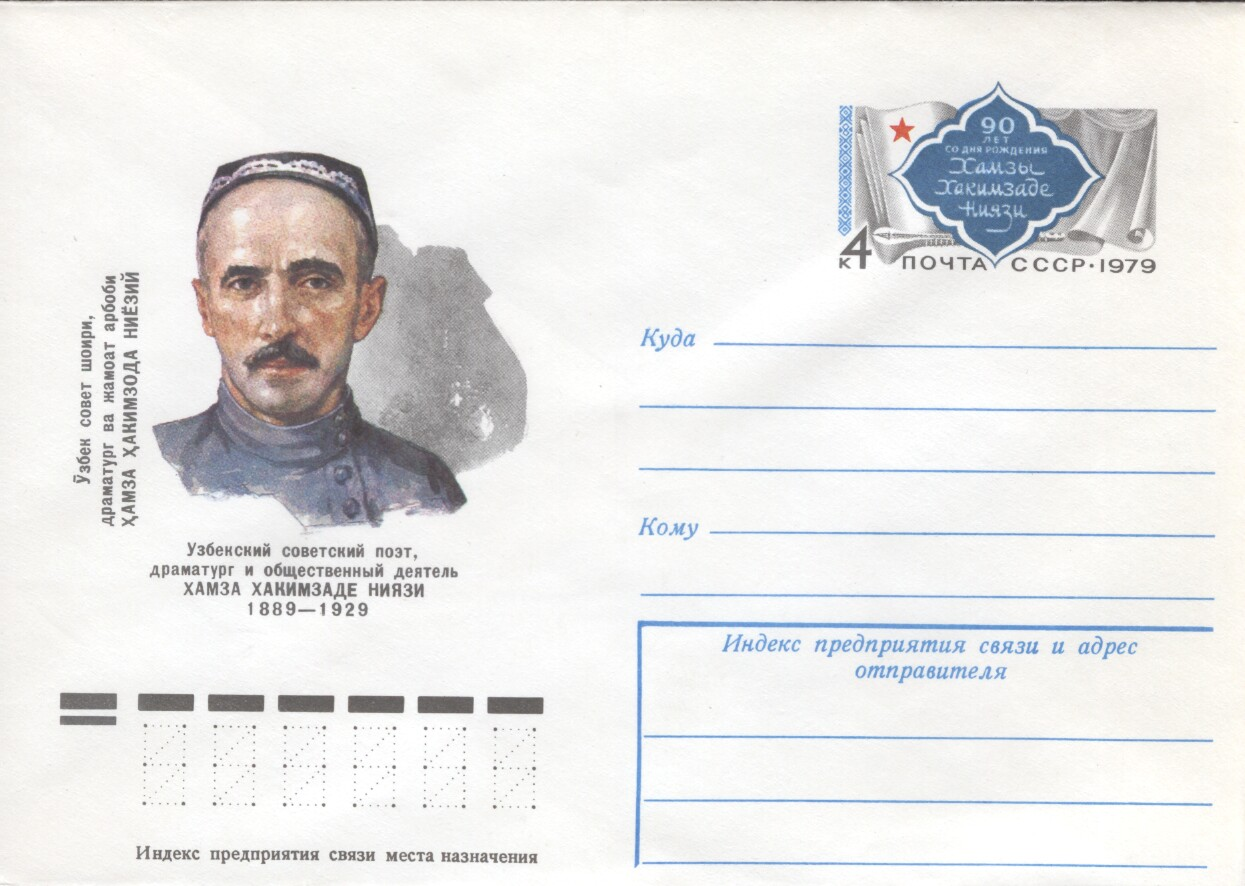
ニヤージー生誕90周年を祝って1979年に作成された記念封筒

ニヤージーはウズベク人独自の文学を打ち立てた、初期のウズベキスタン文学を代表する重要人物である。彼は一般に、ウズベキスタン初のソーシャルリアリズム思想家であるとともに、初のウズベク人脚本家、現代ウズベキスタン音楽の形式の創設者と考えられている。彼の著作はウズベキスタンにおける初期ソビエトのイデオロギーという観点でも非常に価値がある。ソーシャルリアリズムは1932年にはウズベキスタン文学の「公式」に認められたスタイルとなり、ニヤージーは一般に国内ソーシャルリアリズム運動の設立者として記録された。Adeeb Khalidは「ムスリム文化再構成という政治」の中で、現代中央アジア文学の歴史はニヤージーなしに語ることはできないとしている。
ニヤージーはウズベキスタン現代文学の発展に寄与したことは疑いないが、彼の政治的な遺産は多岐にわたった。ジャディード運動に参加していた作家たちは、非国家的であることとニヤージーが政治的に扱ったテーマから、ニヤージーの親ソビエト的な立ち位置を本質的にはウズベク的ではないと見ていた。ニヤージーは1920年代に物議を醸したウズベク語再構成運動にも参加していた。この運動は何世紀にも渡り文語において支配的な言語であったチャガタイ語に代わり、ウズベク語を文語として用いることを明文化するものであった。この運動は次第に綴りと発音に重要な変化をもたらした。